# Ligament sterno-claviculaire antérieur
Le ligament sterno-claviculaire antérieur est un ligament de l'articulation sterno-claviculaire.

## Description
Le ligament sterno-claviculaire antérieur est large bande de fibres recouvrant la surface antérieure de l'articulation.
Il est attaché en haut à la partie supérieure et antérieure de l'extrémité sternale de la clavicule, passe obliquement vers le bas et vers l'intérieur et se termine sur le pourtour antérieur de l'incisure claviculaire du manubrium sternal.
Ce ligament est recouvert par la partie sternale du muscle sterno-cléido-mastoïdien et le tégument. À l'arrière, il est en relation avec la capsule, le disque articulaire, et les deux membranes synoviales.